# Peso-médio (MMA)

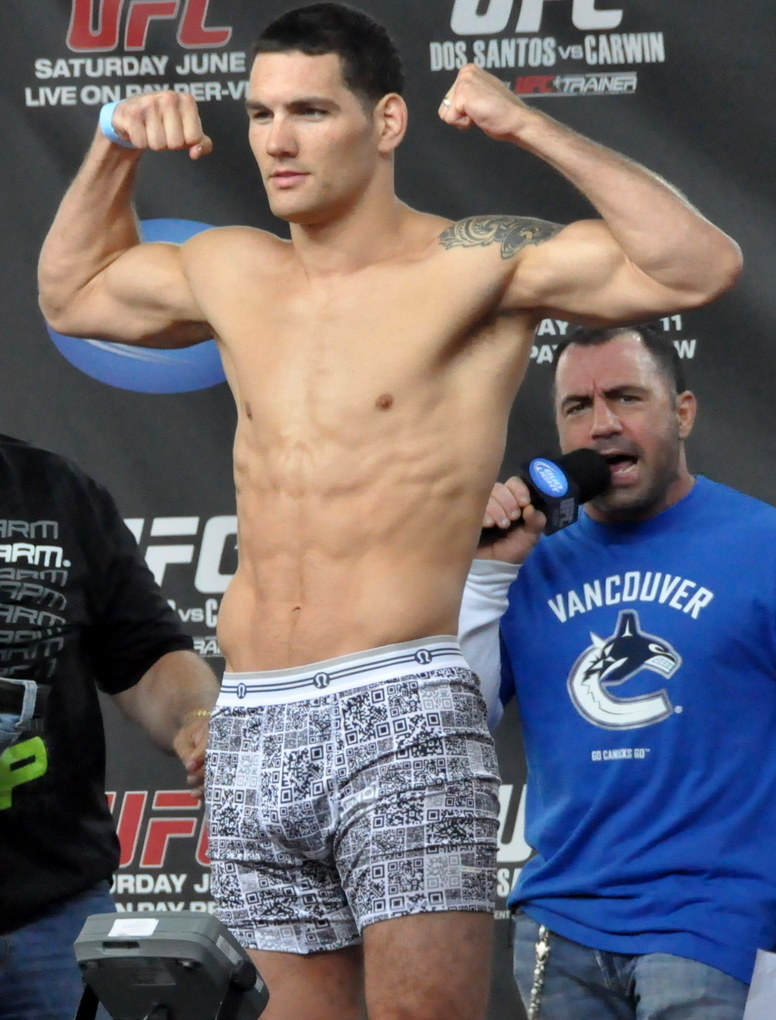
Chris Weidman, ex-campeão peso-médio do UFC, derrotado por Uriah Hall sem golpes.

Peso-médio é uma divisão de artes marciais mistas que refere-se a um número diverso de classificações de pesos:
- UFC possui sua divisão de pesos-médios ente lutadores de 171 até 185 lb (77,5 até 84 kg)
- Shooto possui divisão limitada entre 155 e 170 lb (70,3 e 77,1 kg).
- ONE Championship segue o modelo do Pride FC, que consiste em uma divisão para lutadores com até 93 kg (205 lb).

## Termologia
Para uniformidade, alguns sites do ramo costumam normatizar a classe de pesos-médios entre 171 e 185 lb (77,5 e 84 kg).
A divisão de pesos-médios do UFC costumava ser entre 186 e 205 lb (84 e 93 kg) sendo agora conhecidos como a divisão de pesos-meios-pesados.
O limite dos pesos-médios foi definido pela Comissão de Atletismo do Estado de Nevada em 185 lb (84 kg).

### Atuais campeões
| Organização      | Desde                 | Campeão              | Cartel | Defesas |
| ---------------- | --------------------- | -------------------- | ------ | ------- |
| UFC              | 20 de janeiro de 2024 | Dricus Du Plessis    | 23–2   | 2       |
| Bellator MMA     | 24 de junho de 2022   | Johnny Eblen         | 16–0   | 3       |
| ONE Championship | 1 de março de 2024    | Anatoly Malykhin     | 14–1   | 0       |
| KSW              | 3 de junho de 2023    | Pawel Pawlak         | 24–4–1 | 2       |
| ACA              | 9 de abril de 2021    | Magomedrasul Gasanov | 20–2   | 4       |

## Recordes da categoria
Recordes válidos em todas as categorias
|                                           | Nome           | Nação   | Evento         | Detalhes            | Ref.  |
| ----------------------------------------- | -------------- | ------- | -------------- | ------------------- | ----- |
| Maior número de defesas de cinturão       | Anderson Silva | Brasil  | UFC 162        | 12 (9 pelo UFC)     | [ 2 ] |
| Mais defesas consecutivas de cinturão     | Anderson Silva | Brasil  | UFC 162        | 10 defesas pelo UFC | [ 3 ] |
| Maior número de vitórias consecutivas     | Anderson Silva | Brasil  | UFC 162        | 17 vitórias         | [ 4 ] |
| Maior número de nocautes                  | Anderson Silva | Brasil  | UFC/Cage/Pride | 20 nocautes         | [ 5 ] |
| Maior período como campeão                | Anderson Silva | Brasil  | UFC 162        | 2.457 dias          | [ 6 ] |
| Maior número de vitórias valendo cinturão | Anderson Silva | Brasil  | UFC 148        | 11 combates         |       |
| Maior número de finalizações              | Royce Gracie   | Brasil  | UFC            | 11 finalizações     |       |
| Maior número de finalizações seguidas     | Royce Gracie   | Brasil  | UFC            | 11 finalizações     |       |
| Maior número de golpes desferidos         | Royce Gracie   | Brasil  | UFC 5          | 355 golpes          | [ 7 ] |
| Vitória com menor número de golpes        | Uriah Hall     | Jamaica | UFC 261        | 0 golpes (1 defesa) |       |
| Maior número de knockdowns                | Anderson Silva | Brasil  | UFC            | 17                  |       |